# NGC 460
NGC 460 este un roi deschis și o nebuloasă de emisie situată în Micul Nor al lui Magellan, în constelația Tucanul. Acest obiect fost descoperit în 11 aprilie 1834 de către John Herschel.